# Plaid Cymru
El Plaid Cymru (Partit Gal·lès) és un partit polític nacionalista gal·lès fundat el 1925 com a Plaid Genedlaethol Cymru (Partit Nacionalista Gal·lès), dirigit entre altres per Leanne Wood (líder) i Jill Evans (presidenta). Inicialment només reclamava l'autonomia i el reconeixement de la llengua gal·lesa com a cooficial a Gal·les. Avui reclama la independència, així com el reconeixement del fet diferencial gal·lès a nivell internacional (representació separada a la Unió Europea) i un model econòmic i social de caràcter socialdemòcrata, similar al del Partit Nacional Escocès.
És força escampat pel país mercè la seva divisió efectiva en canghennau (seccions) i pwyllgorau etholaeth (comitès de circumscripció). Durant el període d'entreguerres es mostrà fortament pacifista i gaudeix d'un suport electoral gairebé incondicional al Nord i Oest del país.

## Origen
Es formà el 1925 com a Plaid Glendlathol Cymru de la convergència d'altres grups com Y Mudiad Cymraeg (Moviment Gal·lès) d'Ambrose Bebb, Saunders Lewis, E. T. John, la Cymdeithas Werin Cymraeg (Societat Nacional Gal·lesa) i el Welsh Autonomy Army de H.R. Jones. Els fundadors foren Lewis Valentine, H. R. Jones, Moses Gruffydd, D. E. Williams, Saunders Lewis i Fred Jones. D'antuvi només tenia sis membres, fou presidit per Lewis Valentine (1925-1926) amb J.E. Jones de secretari general, Saunders Lewis (1926-1939) i J. Daniel, i pretenia recollir la tradició del radicalisme no conformista amb el catolicisme; les seves principals reivindicacions foren obtenir un Parlament Autònom per al País de Gal·les, que els gal·lesos tinguessin representació a la Societat de Nacions i que el gal·lès fos llengua oficial al país.
Fins al 1932 la principal reivindicació fou la lingüística, però des d'aleshores reclamaren amb força l'autogovern dins l'Imperi i després dins la Commonwealth, així com la pertinença a la SDN (un primer europeisme). El 1929 es presentaren a eleccions pel comtat de Caernarfon, però només van obtenir 609 vots, cosa que demostrà la seva feblesa política.
Cap al 1929 el partit ja tenia 500 afiliats. D'antuvi, les seves activitats es limitaven a celebrar conferències anyals, crear una escola d'estiu i editar dos òrgans de premsa mensuals. Aquell mateix any van decidir presentar-se per primer cop a eleccions generals anunciant que si obtenien escó no l'ocuparien, igual com feia el Sinn Féin; les va guanyar el partit laborista (es van endur 25 dels 35 escons gal·lesos), dirigit pels gal·lesos James Griffiths i Aneurin Bevan. Lewis Valentine va obtenir l'1,1% a Caernarfon, i un 0,05% arreu de Gal·les. Després d'aquest fracàs, anunciaren que sí que ocuparien els escons si n'obtenien, cosa que els faria millorar els resultats, ja que a les eleccions del 1931 obtinguren el 0,3% a tot Gal·les, amb parcials del 2,2% a Caernarfon i el 17,9% al districte University of Wales.

## Resultats electorals

### Cambra dels Comuns del Regne Unit
| Any      | Gal·les | Gal·les | Gal·les | +/– | Govern   |
| Any      | Vots    | %       | Escons  | +/– | Govern   |
| -------- | ------- | ------- | ------- | --- | -------- |
| 1929     | 609     | 0.003   | 0 / 36  | Nou | N/D      |
| 1931     | 2,050   | 0.2     | 0 / 36  | =   | N/D      |
| 1935     | 2,534   | 0.3     | 0 / 36  | =   | N/D      |
| 1945     | 16,017  | 1.2     | 0 / 36  | =   | N/D      |
| 1950     | 17,580  | 1.2     | 0 / 36  | =   | N/D      |
| 1951     | 10,920  | 0.7     | 0 / 36  | =   | N/D      |
| 1955     | 45,119  | 3.1     | 0 / 36  | =   | N/D      |
| 1959     | 77,571  | 5.2     | 0 / 36  | =   | N/D      |
| 1964     | 69,507  | 4.8     | 0 / 36  | =   | N/D      |
| 1966     | 61,071  | 4.3     | 0 / 36  | =   | N/D      |
| 1970     | 175,016 | 11.5    | 0 / 36  | =   | N/D      |
| Feb 1974 | 171,374 | 10.8    | 2 / 36  | 2   | Oposició |
| Oct 1974 | 166,321 | 10.8    | 3 / 36  | 1   | Oposició |
| 1979     | 132,544 | 8.1     | 2 / 36  | 1   | Oposició |
| 1983     | 125,309 | 7.8     | 2 / 38  | =   | Oposició |
| 1987     | 123,599 | 7.3     | 3 / 38  | 1   | Oposició |
| 1992     | 156,796 | 9.0     | 4 / 38  | 1   | Oposició |
| 1997     | 161,030 | 9.9     | 4 / 40  | =   | Oposició |
| 2001     | 195,893 | 14.3    | 4 / 40  | =   | Oposició |
| 2005     | 174,838 | 12.6    | 3 / 40  | 1   | Oposició |
| 2010     | 165,394 | 11.3    | 3 / 40  | =   | Oposició |
| 2015     | 181,694 | 12.1    | 3 / 40  | =   | Oposició |
| 2017     | 164,466 | 10.4    | 4 / 40  | 1   | Oposició |
| 2019     | 153,265 | 9.9     | 4 / 40  | =   | Oposició |
| 2024     | 194,811 | 14.8    | 4 / 32  | =   | Oposició |

### Senedd
| Any  | Districtes | Districtes | Districtes | Regional | Regional | Regional | Escons totals | +/– | Govern   |
| Any  | Vots       | %          | Escons     | Vots     | %        | Escons   | Escons totals | +/– | Govern   |
| ---- | ---------- | ---------- | ---------- | -------- | -------- | -------- | ------------- | --- | -------- |
| 1999 | 290,572    | 28.4       | 9 / 40     | 312,048  | 30.6     | 8 / 20   | 17 / 60       | Nou | Oposició |
| 2003 | 180,185    | 21.2       | 5 / 40     | 167,653  | 19.7     | 7 / 20   | 12 / 60       | 5   | Oposició |
| 2007 | 219,121    | 22.4       | 7 / 40     | 204,757  | 21.0     | 8 / 20   | 15 / 60       | 3   | Coalició |
| 2011 | 182,907    | 19.3       | 5 / 40     | 169,799  | 17.9     | 6 / 20   | 11 / 60       | 4   | Oposició |
| 2016 | 209,376    | 20.5       | 6 / 40     | 211,548  | 20.8     | 6 / 20   | 12 / 60       | 1   | Oposició |
| 2021 | 225,376    | 20.3       | 5 / 40     | 230,161  | 20.7     | 8 / 20   | 13 / 60       | 1   | Oposició |

### Consells locals
| Any   | Vots    | %    | Consells | +/- | Escons      | +/- |
| ----- | ------- | ---- | -------- | --- | ----------- | --- |
| 1995  | 115,900 | 12.5 | 1 / 8    | Nou | 202 / 1.272 | Nou |
| 1999  | 179,212 | 18.2 | 3 / 22   | 2   | 205 / 1.270 | 3   |
| 2004  | 149,352 | 16.4 | 1 / 22   | 2   | 175 / 1.263 | 30  |
| 2008  | 159,847 | 16.8 | 0 / 22   | 1   | 205 / 1.270 | 31  |
| 2012* | 133,961 | 15.8 | 0 / 22   | =   | 158 / 1.235 | 41  |
| 2017  | 160,519 | 16.5 | 1 / 22   | 1   | 208 / 1.254 | 33  |
| 2022  | tbc     | tbc  | 4 / 22   | 3   | 202 / 1.231 | 6   |

*Les xifres del 2012 exclouen Anglesey, on la votació es va endarrerir fins al 2013. Les xifres de 2017, així, es basen en els canvis respecte a les eleccions de 2012 i 2013, d'aquí la lleugera discrepància en l'augment percentual.

### Parlament Europeu
| Any  | Gal·les | Gal·les | Gal·les | +/– |
| Any  | Vots    | %       | Escons  | +/– |
| ---- | ------- | ------- | ------- | --- |
| 1979 | 83,399  | 11.7    | 0 / 4   | Nou |
| 1984 | 103,031 | 12.2    | 0 / 4   | =   |
| 1989 | 115,062 | 12.9    | 0 / 4   | =   |
| 1994 | 162,478 | 17.1    | 0 / 5   | =   |
| 1999 | 185,235 | 29.6    | 2 / 5   | 2   |
| 2004 | 159,888 | 17.1    | 1 / 4   | 1   |
| 2009 | 126,702 | 18.5    | 1 / 4   | =   |
| 2014 | 111,695 | 15.3    | 1 / 4   | =   |
| 2019 | 163,928 | 19.6    | 1 / 4   | =   |